# Olibrus globiformis
Olibrus globiformis is een keversoort uit de familie glanzende bloemkevers (Phalacridae). De wetenschappelijke naam van de soort werd in 1894 gepubliceerd door Maurice Pic.